# بيير روش
بيير روش (بالفرنسية: Pierre Roche)‏ هو خزاف ونقاش ورسام فرنسي، ولد في 2 أغسطس 1855 في باريس في فرنسا، وتوفي بنفس المكان في 18 يناير 1922.